# Шарац, Иван
Ива́н Ша́рац (хорв. Ivan Šarac; 23 апреля 1989, Мостар) — боснийский и хорватский футболист, играет на позиции левого полузащитника или левого защитника.
В чемпионате Боснии и Герцеговины Иван Шарац дебютировал в сезоне 2009/10 годов, выступая за «Зриньски». В начале следующего сезона перешёл в «Хрватски Драговоляц», но вскоре был отдан в аренду своему фарм-клубу «ХАШК».
В марте 2011 года Иван Шарац присоединился к латвийскому клубу «Гулбене», но отыграв за клуб половину сезона, в августе вернулся на родину в «Бротнё».